# Eumichtis subterminalis
Eumichtis subterminalis är en fjärilsart som beskrevs av George Francis Hampson 1911. Eumichtis subterminalis ingår i släktet Eumichtis och familjen nattflyn. Inga underarter finns listade i Catalogue of Life.